# 北海道上士幌高等学校
北海道上士幌高等学校（ほっかいどうかみしほろこうとうがっこう、英: Hokkaido Kamishihoro High School）は、北海道河東郡上士幌町にある公立（道立）の高等学校。全日制普通科。

## 特徴
国内では珍しい熱気球部を有する。

## 学校教育目標
- 知識を深め、自主的に解決する能力と創造力を養う。
- 心身の調和を図り、健全な人格の形成に努める。
- 適性を重視した進路目標を確立し、その実現に努める。

## 沿革
- 1950年
  - 4月1日 - 北海道川西農業高校（現在の北海道帯広農業高等学校）上士幌分校として、設置が認可される。
  - 5月4日 - 開校式並びに入学式を挙行。
- 1951年
  - 1月1日 - 北海道上士幌高等学校として独立。
  - 6月6日 - 学章（増谷龍三制作）を制定。
- 1955年9月1日 - 校歌を制定。
- 1963年3月31日 - 道立に移管。
- 1994年10月14日 - 校訓を制定。
- 2000年10月14日 - 創立50周年記念式典を挙行。